# Коукал білобровий
Коука́л білобровий (Centropus superciliosus) — вид зозулеподібних птахів родини зозулевих (Cuculidae). Мешкає в Субсахарській Африці і Аравії.

## Опис

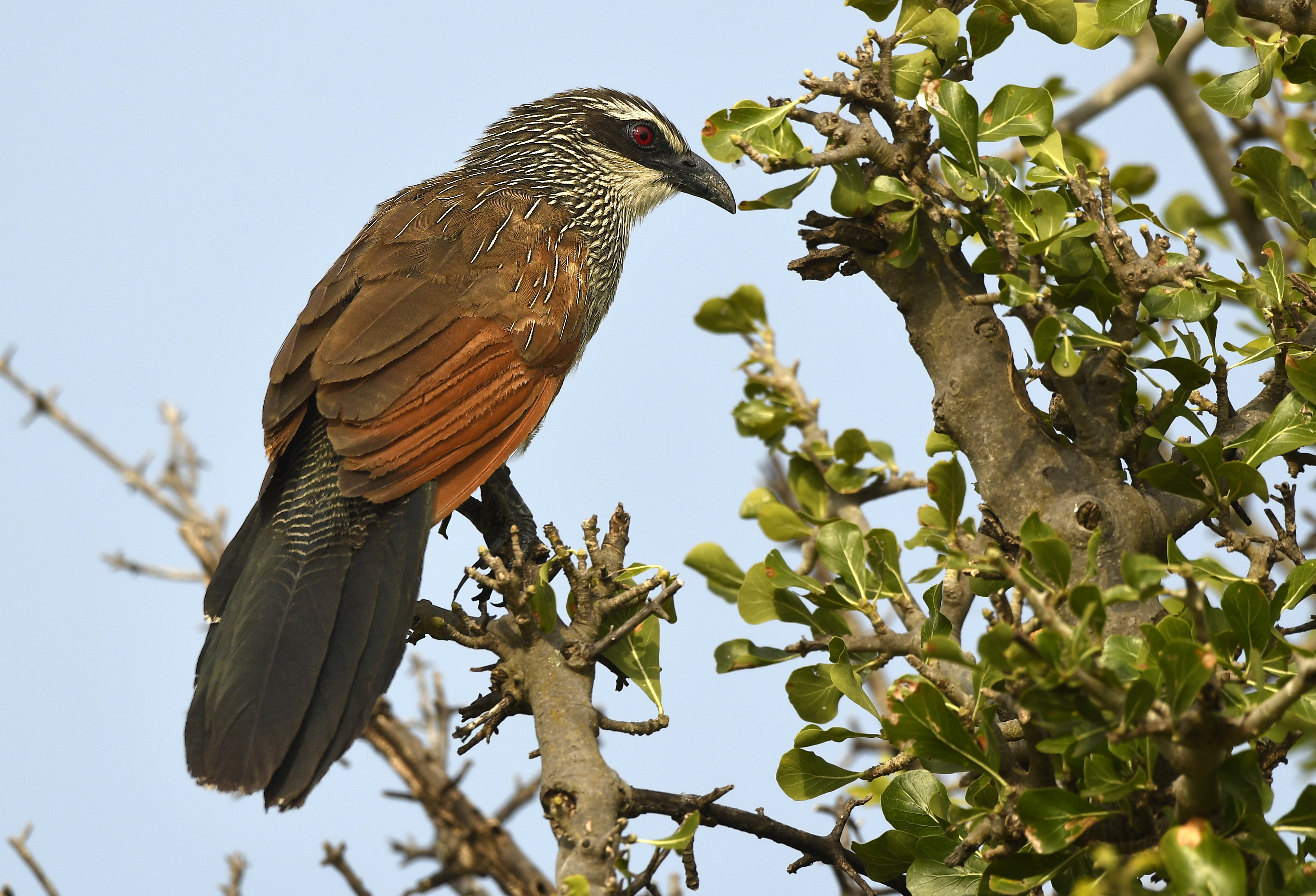
Білобровий коукал (Масаї-Мара, Кенія)

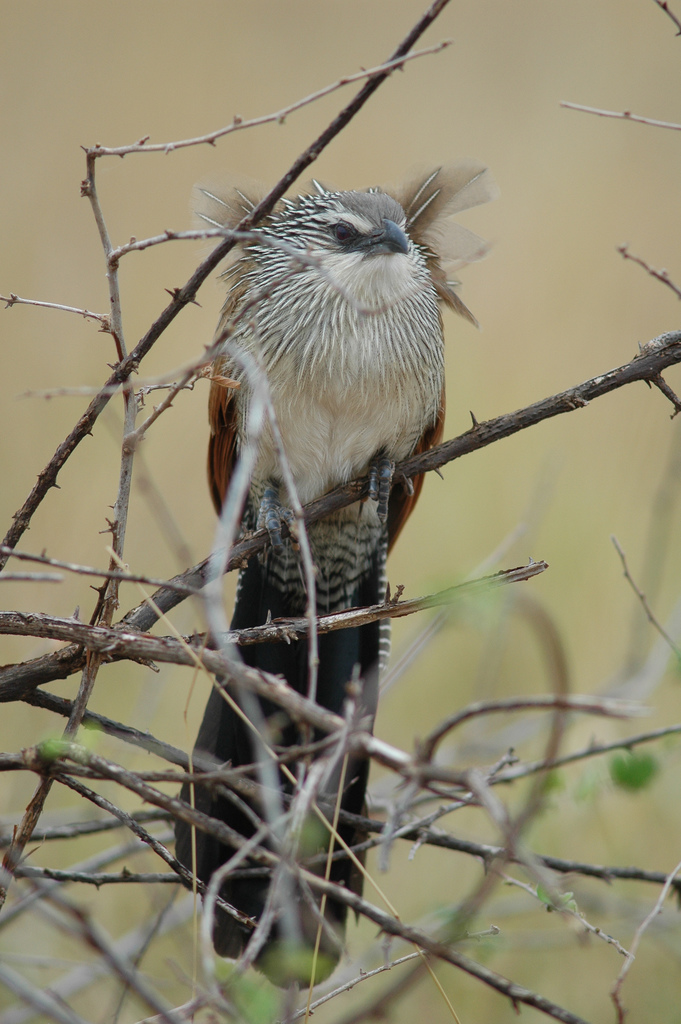
Молодий білобровий коукал (Кенія)

Довжина птаха становить 36-42 см, вага 145-210 г. Самиці є дещо більшими за самців. Верхня частина голови і шия чорні, поцятковані білими смужками, над очима білі "брови", на обличчі чорна "маска". Спина рудувато-коричнева, крила каштанові, боки і надхвістя смугасті, чорно-білі, хвіст чорнувато-бурий з зеленим відблиском. Нижня частина тіла кремово-біла. Очі червоні, дзьоб чорний, лапи чорні або сірувато-чорні.

## Підвиди
Виділяють два підвиди:
- C. s. superciliosus Hemprich & Ehrenberg, 1829 — південний захід Аравійського півострова, острів Сокотра, від Судану до заходу Сомалі, Кенії, північно-східної Уганди і північно-східної Танзанії (зокрема на островах Занзібарського архіпелагу);
- C. s. loandae Grant, CHB, 1915 — від Уганди і південно-західної Кенії до північного Зімбабве, Ботсвани і Анголи.

Південно-східний коукал раніше вважався конспецифічним з білобровим коукалом, однак був визнаний окремим видом.

## Поширення і екологія
Білоброві коукали мешкають в Судані, Південному Судані, Ефіопії, Еритреї, Сомалі, Джибуті, Саудівській Аравії, Ємені, Кенії, Танзанії, Уганді, Руанді, Бурунді, Демократичній Республіці Конго, Республіці Конго, Анголі, Замбії, Зімбабве, Малаві, Намібії і Ботсвані. Вони живуть на вологих луках, зокрема на заплавних, на болотах, в очеретяних заростях на берегах річок і озер. Зустрічаються на висоті до 2800 м над рівнем моря. Живляться комахами, павуками, равликами, ящірками, зміями, жабами, дрібними гризунами і птахами, а також яйцями. Білобрових коукалів приваблює дим від трави, що горить, оскільки вони живляться комахами і дрібними ссавцями, що рятуються від вогню. Вони є моногамними птахами, ведуть осілий спосіб життя. Сезон розмноження в Ефіопії триває з березня по червень, в Замбії з рудня по лютий, в Малаві з жовтня по березень. В кладці від 3 до 5 білих яєць, інкубаційний період триває 14 днів.